# 고창서초등학교
고창서초등학교는 대한민국 전라북도 고창군 고창읍 태봉로 575 (덕정리)에 있었던 공립 초등학교이다.

## 연혁
- 1967년 11월 24일 설립인가
- 1968년 3월 1일 고창국민학교 덕정분교장 개교
- 1970년 3월 1일 고창서국민학교로 승격
- 1975년 3월 1일 호암분교장 개교
- 1984년 3월 9일 병설유치원 개원
- 1996년 3월 1일 고창서초등학교로 개칭
- 1998년 3월 1일 고창초등학교로 통폐합